# Stylus Magazine
Stylus Magazine är en nöjestidning och webbplats startad 2002. Tidningen innehåller främst musik- och filmrecensioner.